# Cláudio Moreira Bento
Cláudio Moreira Bento ComMM (Canguçu, 19 de outubro de 1931) é um historiador e militar do Exército Brasileiro. Presidente da Federação de Academias de História Militar Terrestre do Brasil e da Academia de História Militar Terrestre do Brasil (AHIMTB) de Resende, que fundou em 1986. A sua obra compõe-se de livros, albuns, plaquetas  e artigos publicados em periódicos civis e militares, divulgando a as História do Exército Brasileiro, a da Academia Militar das Agulhas Negras, a do Rio Grande do Sul a de Canguçu-RS e a de Resende-RJ 

## Biografia
Filho de Conrado Ernani Bento e Cacilda Moreira Bento(descendente dos primeiros povoadores de Canguçu, das famílias Mattos, Borba, e Gomes).
Em 1994, foi condecorado pelo presidente Itamar Franco ao grau de Comendador suplementar da Ordem do Mérito Militar.

## Instituições de que é membro

### No Brasil
- Academia Barramansense de História (fundador, ex-presidente, ocupa a Cadeira Marechal Floriano Peixoto)
- Academia Brasileira de História (Cadeira General Tasso Fragoso)
- Academia Canguçuense de História (Fundador) ocAcademia de História de Itajubá (idealizador e Presidente de Honra)
- Academia de História Militar Terrestre do Brasil (Fundador e Presidente)
- Academia de Letras da Paraíba (Sócio Correspondente)
- Academia de Letras do Rio Grande do Sul (Sócio Correspondente)
- Academia Itatiaiense de História (Fundador e academico cadeira Barão Homem de Mello)
- Academia Petropolitana de Poesia Raul Leoni (Sócio Correspondente)
- Academia Resendense de História (Fundador) Titular da cadeira Conde de Resende.
- Federação de Academias de História Militar Terrestre do Brasil (Fundador e Presidente)
- Instituto Bolivariano do Rio de Janeiro
- Instituto de Geografia e História Militar do Brasil (Membro benemérito)
- Instituto de História e Tradições do Rio Grande do Sul (IHTRGS) (Fundador e presidente emérito)
- Instituto Histórico da Paraíba correspondente
- Instituto Histórico de Mato Grosso correspondente
- Instituto Histórico de Minas Gerais Correspondente
- Instituto Histórico de Santa Catarina Correspondente
- Instituto Histórico de São Paulo Correspondente
- Instituto Histórico do Ceará Correspondente
- Instituto Histórico do Paraná Correspondente
- Instituto Histórico do Rio de Janeiro ocupa a cadeira  Capistrano de Abreu
- Instituto Histórico do Rio Grande do NorteCorrespondente
- Instituto Histórico do Rio Grande do Sul Correspondente
- Instituto Histórico e Geográfico Brasileiro (Sócio emérito)
- Instituto Marechal Ramon Castilha Brasil-Peru
- Instituto Histórico de Pelotas Correspondente
- Instituto Histórico de Petrópolis Correspondente
- Instituto Histórico de São Leopoldo Correspondente
- Instituto Histórico de São Luiz Gonzaga Correspondente
- Instituto Histórico de SorocabaCorrespondente

### No mundo
- Academia de História da Argentina
- Academia Portuguesa da História
- Academia Real de Espanha
- Instituto Histórico e Geográfico do Uruguai

Institut Histórico do Paraguai

## Obras

### Livros publicados
- O Exército Farrapo e os seus chefes. Rio de Janeiro: BIBLIEx, 1992. 2v.
- O Negro na Sociedade do Rio Grande do Sul. Porto Alegre: IEL, 1975.
- O Negro e Descendentes na Sociedade do RS. Porto Alegre: Grafosul/IEL/DAC/SEC, 1976.
- Sesquicentenário da Revolução Farroupilha. Diário Popular, Pelotas, 20 de Setembro de 1985(Edição Histórica a seu cargo).
- Estrangeiros e Descendentes na História Militar do Rio Grande do Sul, 1635-1870. Porto  Alegre: A Nação/DAC/SEC, 1976.
- História da 3ª Região Militar (3 vols.). Porto Alegre: Projeto História do Exército no RS, 1994.
- Canguçu: reencontro com a História. Porto Alegre: IEL, 1983.2ed ampliada 2007.
- Regionalismo Sul. Rio Grandense. Porto Alegre: CIPEL, 1996.
- Real Feitoria do Linho Cânhamo de Rincão do Canguçu: 1783-1789. Canguçu: Prefeitura Municipal, 1992.
- BENTO, Cláudio Moreira (Maj. Eng. QEMA). As Batalhas dos Guararapes - Descrição e Análise Militar (2 vols.). Recife: Universidade Federal de Pernambuco, 1971.2ed
- A grande festa dos lanceiros. Recife, UFPE, 1971.
- Símbolos do Rio Grande do Sul - Subsídios para sua revisão tradicionalista e legal. Recife, UFRPE, 1971.

Amazônia Brasileira.Conquista,Consolidação.Historia Militar Terrestre da Amazônia 2004 2e 2017
Brasil 

### Artigos
Publicou mais de mil artigos em periódicos civis e militares, do Brasil e dos Estados Unidos da América, sobre História Militar.
- Participação das Forças Armadas do Brasil na 2ª Guerra (em inglês). Military Review, do USA Army (acessível na Internet).